# The Mission (soundtrack)
The Mission is de originele soundtrack, gecomponeerd en gedirigeerd door Ennio Morricone voor de film The Mission uit 1986 van Roland Joffé. Het album werd uitgebracht op 5 augustus 1986 door Virgin Records.
De partituur werd uitgevoerd door het London Philharmonic Orchestra en het koor London Voices onder leiding van David Bedford. De muziek werd opgenomen in de CTS Studios in Londen met ingenieur en opnametechnicus Dick Lewzey. De muziek won de BAFTA Award for Best Film Music en Golden Globe Award for Best Original Score in 1987.

## Tracklijst
Alle nummers geschreven en gedirigeerd door Ennio Morricone.

| Nr. | Titel                         | Duur |
| --- | ----------------------------- | ---- |
| 1.  | "On Earth as It Is in Heaven" | 3:50 |
| 2.  | "Falls"                       | 1:55 |
| 3.  | "Gabriel's Oboe"              | 2:14 |
| 4.  | "Ave Maria Guaraní"           | 2:51 |
| 5.  | "Brothers"                    | 1:32 |
| 6.  | "Carlotta"                    | 1:21 |
| 7.  | "Vita Nostra"                 | 1:54 |
| 8.  | "Climb"                       | 1:37 |
| 9.  | "Remorse"                     | 2:46 |
| 10. | "Penance"                     | 4:03 |
| 11. | "The Mission"                 | 2:49 |
| 12. | "River"                       | 1:59 |
| 13. | "Gabriel's Oboe"              | 2:40 |
| 14. | "Te Deum Guaraní"             | 0:48 |
| 15. | "Refusal"                     | 3:30 |
| 16. | "Asunción"                    | 1:27 |
| 17. | "Alone"                       | 4:25 |
| 18. | "Guaraní"                     | 3:56 |
| 19. | "The Sword"                   | 2:00 |
| 20. | "Miserere"                    | 1:00 |

## Hitnoteringen

### NPO Klassiek Filmmuziek Top 200
| The Mission in de NPO Klassiek Filmmuziek Top 200 | The Mission in de NPO Klassiek Filmmuziek Top 200 | The Mission in de NPO Klassiek Filmmuziek Top 200 | The Mission in de NPO Klassiek Filmmuziek Top 200 | The Mission in de NPO Klassiek Filmmuziek Top 200 | The Mission in de NPO Klassiek Filmmuziek Top 200 | The Mission in de NPO Klassiek Filmmuziek Top 200 | The Mission in de NPO Klassiek Filmmuziek Top 200 | The Mission in de NPO Klassiek Filmmuziek Top 200 | The Mission in de NPO Klassiek Filmmuziek Top 200 |
| Jaar                                              | 2017                                              | 2018                                              | 2019                                              | 2020                                              | 2021                                              | 2022                                              | 2023                                              | 2024                                              | 2025                                              |
| ------------------------------------------------- | ------------------------------------------------- | ------------------------------------------------- | ------------------------------------------------- | ------------------------------------------------- | ------------------------------------------------- | ------------------------------------------------- | ------------------------------------------------- | ------------------------------------------------- | ------------------------------------------------- |
| Positie                                           | 19                                                | 28                                                | 22                                                | 20                                                | 22                                                | 21                                                | 23                                                | 23                                                | 25                                                |

## Prijzen en nominaties
| Jaar | Prijs                 | Categorie        | Genomineerde(n) | Uitslag     |
| ---- | --------------------- | ---------------- | --------------- | ----------- |
| 1987 | Academy Award (Oscar) | Beste filmmuziek | Ennio Morricone | Genomineerd |
| 1987 | BAFTA Award           | Beste filmmuziek | Ennio Morricone | Gewonnen    |
| 1987 | Golden Globe          | Beste filmmuziek | Ennio Morricone | Gewonnen    |